# Тапалапа
Тапалапа (исп. Tapalapa) — посёлок в Мексике, штат Чьяпас, входит в состав одноимённого муниципалитета и является его административным центром. Численность населения, по данным переписи 2020 года, составила 2272 человека.

## Общие сведения
Название Tapalapa с языка науатль можно перевести как — место разбросанной воды.
Поселение было основано в доиспанский период народом соке. Его жители торговали красителем из кошениля, а также янтарём.
В 1612 году началась евангелизация жителей деревни доминиканскими монахами.
В XVI веке была построена церковь Святого Августина и четыре часовни.
В 1769 году из-за нашествия саранчи в деревне случился голод.
В 1915 году Тапалапа получает статус посёлка в составе муниципалитета Пантепек.
В 1974 году становится административным центром собственного муниципалитета.